# عصر حاضر
«عصر حاضر» (انگلیسی: Present age) مفهومی در فلسفه سورن کی‌یرکگور است. فرمول‌بندی عصر مدرن را می‌توان در اثر کی‌یرکگور دو عصر: مروری ادبی یافت:
عصر ما اساساً عصر درک و تأمل است، بدون اشتیاق، لحظه‌ای در شور و شوق می‌شکفد و به آرامش می‌رسد. … در روزگار ما هیچ اقدام یا تصمیمی بیشتر از لذت خطرناک شنا در آب‌های کم‌عمق نیست.— کی‌یرکگور، سورن

## بررسی
کی یرکگور استدلال می‌کند که عصر حاضر از طریق رخوتی بی‌تعشق معنا را از مفاهیم اخلاقی خالی می‌کند. [با آن‌که] مفاهیم هنوز مورد استفاده قرار می‌گیرند، اما به‌دلیل دور شدن از دیدگاه زندگی‌ای که شور و اشتیاق و کنش ثابتی را ایجاد می‌کند، تمام معنا را از بین می‌برند.
کیریرکگور دو عصر: مروری ادبی را در سال ۱۸۴۶ درست پس از ماجرای کورسی که در آن مورد حمله مطبوعات قرار گرفت، منتشر کرد. او نه تنها به مطبوعات، بلکه به مردم حمله می‌کند. او مخالف لحظات انتزاعی در زمان یا افکار عمومی به‌عنوان مبنایی برای شکل‌گیری روابط است. او در هجده گفتار سازنده دربارهٔ فرد مجرد نوشت و در این‌جا به این مقوله ادامه داد.
روزنامه‌ها واسطه اطلاعات بودند و مردم نیز بر اساس این نفوذ میانجی‌گرانه گرویده می‌شدند. کی‌یرکگور توصیه کرد که افراد «واقعی» در مواجهه با افکار عمومی انتزاعی هویتی عینی پیدا می‌کنند. او نوشت:
روزبه‌روز افراد بیشتری از امور آرام و متواضعانه زندگی که بسیار مهم و مورد رضایت خداوند هستند، برای اندیشیدن به روابط زندگی برای رابطه‌ای والاتر، دست می‌کشند، تا به چیزی بزرگتر دست یابند. تا این‌که در آخر نسلی به یک نماینده تبدیل می‌شود… دشوار است بگوییم چه کسی؛ [یک نسل] و کسانی که به این روابط فکر می‌کنند…
لحظه واقعی در زمان و موقعیت واقعی، هم‌زمان با افراد واقعی که هر کدام چیزی هستند به‌وجود می‌آید. این چیزی است که به حفظ فرد کمک می‌کند. اما وجود عمومی نه موقعیتی ایجاد می‌کند و نه هم‌زمانی. خوانندگان مطبوعات، عموم مردم نیستند و با اینکه کم‌کم‌تعدادی یا همه باید مطبوعات را بخوانند، هم‌زمانی آن کم است. ممکن است سال‌ها صرف جذب مردم شود، اما دیگر [آن مردم] وجود نخواهد داشت. این انتزاع که افراد به‌طور غیرمنطقی شکل می‌دهند، به‌جای این‌که به کمک آن‌ها بیاید، فرد را دفع می‌کند. مردی که در لحظه واقعی هیچ نظری نسبت به یک واقعه ندارد، نظر اکثریت یا در صورت نزاع، اقلیت را می‌پذیرد. اما باید به خاطر داشت که اکثریت و اقلیت هر دو افراد واقعی هستند و به‌همین دلیل است که فرد با پایبندی به آن‌ها، [به دست‌یابی به اهدافشان] کمک می‌کند. سورن کیرکگور، «عصر حاضر»، (۱۸۴۶) ترجمه درو ۱۹۶۲ ص. ۴۴، ۶۱

## تفاسیر
عصر حاضر و دو رساله اخلاقی-مذهبی کوچک توسط والتر لوری و الکساندر درو در سال ۱۹۴۰ ترجمه شدند. بعدتر، در سال ۱۹۶۲، ترجمه الکساندر درو از عصر حاضر همراه با کتاب «تفاوت بین یک نابغه و یک رسول» منتشر شد. این ترجمه مقدمهٔ طولانی توسط والتر کافمن داشت.
چند فیلسوف معاصر، از جمله آنتونی راد، جان داونپورت و آلاسدایر مک‌اینتایر از این مفهوم استفاده کرده و آن را به‌عنوان تحلیلی از نیهیلیسم به‌کار می‌برند. برای مثال هوبرت درایفوس در مقاله‌اش «بی‌نامی در برابر تعهد در عصر حاضر»، استدلال می‌کند که کی‌یرکگور، «که همیشه به نیهیلیسم توجه داشت، هشدار می‌دهد که عصر او با تأمل و کنجکاوی بی‌علاقه‌ای مشخص می‌شود که همه تفاوت‌های موقعیت و وضعیت را سطح و ارزش می‌دهد».
متفکران دیگر این مفهوم را به‌عنوان نشانه‌ای از رفتار گله‌ای یا ذهنیت اوباشی به‌کار می‌برند. نورمن لیلگارد استدلال می‌کند که عصر حاضر «قادر نیست جز «عمل‌های جمعی» که اصلاً اعمال واقعی نیستند را توضیح دهد.